# Back for the Attack
Back for the Attack är det fjärde studioalbumet av det amerikanska heavy metal-bandet Dokken, släppt den 2 november 1987, på Elektra Records.
Back for the Attack certifierades med guld och platina den 14 januari 1988. Albumet sålde cirka 1,5 miljoner exemplar över hela världen.
En remastrad utgåva med ett bonusspår återutgavs 2009 genom Warner Music Japan. Det är bandets bästsäljande album, som nådde nummer 13 på US Billboard 200 och låg kvar på listan i 33 veckor.
Singeln "Dream Warriors" släpptes ursprungligen den 10 februari 1987,  som ledmotiv för skräckfilmen Terror på Elm Street 3 – Freddys återkomst.
Albumtiteln för Back for the Attack togs från en tidigare Dokken-låt med samma namn, inspelad under sessionerna för Under Lock and Key (1985) och släpptes som b-sida till "Dream Warriors". Den inkluderades senare i 2009 års remastrade utgåva av albumet som ett bonusspår.

## Medverkande
Alla medverkande enligt original-LP:n.

### Dokken
- Don Dokken – leadsång
- George Lynch – gitarr
- Jeff Pilson – bas, bakgrundssång
- Wild Mick – trummor, bakgrundssång

### Produktion
- Neil Kernon – producent, ljudtekniker
- Toby Wright, Matt Freeman, Eddie Ashworth, Andy Udoff, Steve Klein, Stan Katayama – assisterande ljudtekniker
- Steve Thompson, Michael Barbiero – mixar i Bearsville Studios, Bearsville, New York
- Bob Ludwig – mastering på Masterdisk, New York

## Track listing
Enligt original-LP:n.
| 1. | Kiss of Death            | 5:51 |
| 2. | Prisoner                 | 4:20 |
| 3. | Night by Night           | 5:23 |
| 4. | Standing in the Shadows  | 5:07 |
| 5. | Heaven Sent              | 4:52 |
| 6. | Mr. Scary (instrumental) | 4:31 |

| 7.           | So Many Tears        | 4:56  |
| 8.           | Burning Like a Flame | 4:46  |
| 9.           | Lost Behind the Wall | 4:19  |
| 10.          | Stop Fighting Love   | 4:52  |
| 11.          | Cry of the Gypsy     | 4:51  |
| 12.          | Sleepless Night      | 4:32  |
| 13.          | Dream Warriors       | 4:42  |
| Total längd: | Total längd:         | 63:02 |

| 14.          | Back for the Attack | 3:51  |
| Total längd: | Total längd:        | 66:53 |